# Catering linii gorącej
Catering linii gorącej − jedna z metod dostarczania posiłków w ramach cateringu. Polega na zachowaniu stałej temperatury jedzenia (powyżej 65°C) od momentu przygotowania posiłku, poprzez jego transport, porcjowanie po wydanie do spożycia, kiedy następuje schłodzenie do temperatury wskazanej do spożycia. Catering linii gorącej ma na celu ograniczyć rozwój drobnoustrojów, jednakże przechowywanie posiłku w podwyższonej temperaturze powoduje utratę wartości odżywczych (szczególnie witamin). W przypadku tej metody niezbędne jest ciągłe monitorowanie zapewnienia wymaganej temperatury podczas wszystkich etapów procesu oraz monitorowanie czasu przechowywania w linii gorącej.